# CFA frank

Země používající frank XOF
Země používající frank XAF

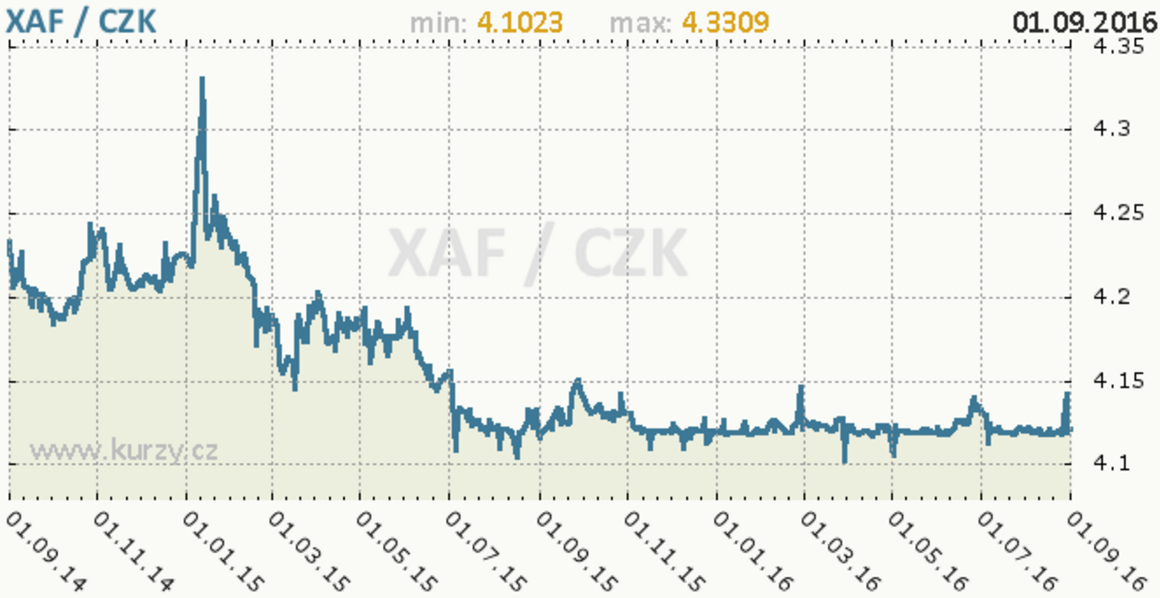
Vývoj kurzu XAF vůči CZK od září 2014

CFA frank (francouzsky: franc CFA, nebo jen hovorově franc v afrických zemích) je měna, kterou používá 14 afrických států, 12 bývalých francouzských afrických kolonií, Guinea-Bissau (bývalá kolonie Portugalska) a Rovníková Guinea (bývalá španělská kolonie), které společně tvoří měnovou unii. Měna je pevně navázána na euro v poměru 100 CFA franků = 0,152449 euro. Stabilitu eura to příliš neovlivňuje, protože HDP všech 14 států dohromady je nižší než HDP Slovenska.
CFA do roku 1958 znamenalo Colonies françaises d'Afrique (Francouzské kolonie v Africe), poté Communauté française d'Afrique (Francouzské africké společenství – francouzská obdoba Commonwealthu). Nyní má dva významy (viz níže).

## Západní Afrika
Západoafrický CFA frank (XOF), ve kterém CFA znamená Communauté financière d'Afrique. Vydává ho BCEAO (Banque Centrale des États de l'Afrique de l'Ouest, „Centrální banka západoafrických států“), která sídlí v Dakaru v Senegalu, pro 8 států UEMOA (Union Économique et Monétaire Ouest Africaine, „Západoafrická měnová a ekonomická unie“):
- Benin
- Burkina Faso
- Guinea-Bissau
- Pobřeží slonoviny
- Mali
- Niger
- Senegal
- Togo

Existuje záměr nahradit západoafrický frank novou společnou měnou eco, kterou by používaly další státy Hospodářského společenství západoafrických států s výjimkou Kapverd. Zavedení této společné měny se potýká s rozdílnými politickými postoji zapojených států a jejich ekonomických podmínek. 

## Střední Afrika
Středoafrický CFA frank (XAF), ve kterém CFA znamená Coopération financière en Afrique centrale. Vydává ho BEAC (Banque des États de l'Afrique Centrale, „Banka středoafrických států“), která sídlí v Yaoundé v Kamerunu, pro 6 států CEMAC (Communauté Économique et Monétaire de l'Afrique Centrale, tj. „Středoafrické měnové a ekonomické společenství“):
- Čad
- Gabon
- Kamerun
- Konžská republika
- Rovníková Guinea
- Středoafrická republika

### Veřejná debata o konci peněz
Dne 25. dubna 2023 se koná ministerské zasedání Hospodářského a měnového společenství střední Afriky (Cemac) a Francie. Diskutovalo se zejména o tématu franku CFA. Na francouzské straně je záruka poskytnutá franku CFA a záruka jeho směnitelnosti vnímána jako vektor ekonomické stability regionu. Francie zůstává „otevřená“ a „dostupná“, aby mohla pokročit v reformě měnové spolupráce ve střední Africe, jaká se mohla uskutečnit v západní Africe. Francie říká, že je připravena přijmout návrhy CEMAC. Archivováno 9. 6. 2023 na Wayback Machine..